# Przemysław Pełka
Przemysław Pełka (ur. 12 listopada 1978 w Pszczynie) – polski komentator sportowy.
Absolwent Uniwersytetu Śląskiego, z wykształcenia politolog i dziennikarz. Pracował w Radiu Flash w Katowicach. Współpracował także z katowickim dziennikiem Sport i TVP3 Katowice. Od wiosny 2002 roku (w tym od 2003 na stałe) do 2012 roku związany z Polsatem Sport. Początkowo współpraca ograniczała się do transmisji mistrzostw świata w hokeju na lodzie. Pełka był w stacji głównym komentatorem i specjalistą od hokeja na lodzie. Ponadto komentował również piłkę nożną oraz piłkę ręczną. Komentował mecze Ekstraklasy, Eredivisie, Mistrzostw Świata w piłce nożnej 2006 w Niemczech, a także Mistrzostwa Europy w piłce nożnej 2008 w Austrii/Szwajcarii. 18 maja 2011 wraz z Romanem Kołtoniem komentował finał Ligi Europy, w którym FC Porto pokonało Sporting Braga 1:0. Do tej pory ma na koncie 9 finałów hokejowych mistrzostw świata, finał Pucharu Świata oraz finały ligi NHL.
Od lipca 2012 roku do lipca 2022 roku związany z Canal+ Polska (w stacji komentował rozgrywki piłkarskie w sezonie 2012/2013), a także mecze Ligi Mistrzów UEFA i mistrzostwa świata w piłce nożnej 2018. 
W lipcu 2022 odszedł z redakcji sportowej Canal+, zostając ekspertem i komentatorem Viaplay Polska, gdzie przede wszystkim komentuje wybrane mecze Premier League, rzadziej EFL Championship i Pucharu Ligi Angielskiej. W latach 2022-2024 komentował tam też niektóre spotkania Ligi Europy UEFA oraz Ligi Konferencji Europy UEFA. Podczas Mistrzostw Świata w Piłce Nożnej 2022 w Katarze komentował wybrane mecze na antenach Telewizji Polskiej. Podczas Letnich Igrzysk Olimpijskich 2024 w Paryżu komentował mecze męskiego turnieju piłki nożnej na kanałach Eurosportu.
W lipcu 2025 po trzech latach powrócił do Canal+ Sport, gdzie będzie komentował od sezonu 2025/2026 mecze Premier League, Ligi Mistrzów UEFA i polskiej Ekstraklasy.